# اي تي كروس
شركة إيه تي كروس، شركة أمريكية لتصنيع أدوات الكتابة، مقرها في بروفيدنس، رود آيلاند. تأسست الشركة في عام 1846، لتصبح بذلك واحدة من أقدم الشركات المصنعة للأقلام في العالم. تشمل منتجات كروس أقلام الحبر الجاف، أقلام الحبر السائل، أقلام الرصاص الميكانيكية وعبوات الحبر. فيما بعد دخلت الشركة أيضا في مجال تصنيع الحقائب والمحافظ.
في عام 2014، اشترت الشركة أسهم شركة شيفير، شركة تصنيع أقلام أخرى.

## التاريخ
في عام 1846، أسس ريتشارد كروس شركة إيه تي كروس في مقاطعة بروفيدنس، رود آيلاند. في البداية، كانت الشركة تستهدف تصنيع أغلفة الذهب والفضة لأقلام الرصاص، اعتمادا بذلك على خبرة عائلة كروس كصائغي ذهب ومجوهرات. نقل ريتشارد ملكية الشركة إلى ابنه ألونزو تي كروس.
طورت الشركة العديد من أدوات الكتابة الجديدة، مثل أقلام الرصاص الميكانيكية الحديثة موديل فوررنرر، أقدم أقلام الرسم. في ستينات القرن الماضي، نقلت الشركة مقرها الرئيسي إلى منشأة أكبر حجما (على مساحة 155,000 قدم مربع تقريبا) في لينكولن، رود آيلاند.
تم تداول الشركة في بورصة ناسداك لمدة خمس سنوات تحت رمز إيه تي إكس. بيعت الشركة في عام 2013 إلى مجموعة كلاريون كابيتال بارتنر المتحدة لكنها احتفظت بمقرها الرئيسي في لينكولن، رود آيلاند.
في عام 2014، استحوذت شركة إيه تي كروس على شركة شيفير للأقلام.
في مايو 2016، أصبح مقرها الرئيسي في لينكولن كبيرا جدا، قامت الشركة بصفقة مع الحكومة قبلت فيها بمجموعة من الإعفاءات الضريبية والحوافز مقابل نقل مقرها الرئيسي إلى بروفيدنس، رود آيلاند. يبلغ مساحة المقر الجديد ما يقرب من 4,200 قدم مربع في ذا فاوندري، المجمع السابق لشركتي براون وشارب في 299 شارع بروميناد في بروفيدنس. لم يستغرق نقل موظفي الشركة إلى المقر الجديد الكثير من الوقت حيث انتقل أغلبهم بحلول شهر أكتوبر.
في 16 نوفمبر 2017، أعلنت مجموعة ترانسوم كابيتال شرائها لأصول شركة إيه تي كروس.

## الأقلام الرئاسية
تعتبر شركة كروس هي المورد الرسمي للأقلام في البيت الأبيض منذ سبعينات القرن الماضي بحد أدنى. غالبا ما يتم تقديم الأقلام المستخدمة لتوقيع التشريعات كهدايا تذكارية لمن شهد التوقيع.
يرجع التعاون الرسمي بين البيت الأبيض وشركة كروس إلى عهد الرئيس الأمريكي بيل كلينتون، بينما يرجع أول تعاون إلى عهد الرئيس جيرالد فورد. يوقع جميع الرؤساء بداية من رونالد ريغان وحتى دونالد ترامب التشريعات باستخدام أقلام كروس، ولا توجد معلومة مؤكدة عن إذا كان الرؤساء السابقين قد فعلوا ذلك. يفضل الرئيس الديموقراطي باراك أوباما، والجمهوري جورج دبليو بوش والديموقراطي بيل كلينتون أقلام كروس من طراز تاونسيند. تحول اوباما بعد ذلك إلى نموذج سينشري 2 المطلي بالورنيش الأسود مع عبوة حبر سوداء متوسطة الحجم.
في يناير 2017، قدمت إدارة دونالد ترامب طلبا أوليا لشراء 150 قلم كروس من طراز سينشري 2. في وقت ما قبل نوفمبر 2018، خالف ترامب التقاليد وتوقف عن استخدام قلم كروس مصرحا بالتالي:
«لقد كان قلما فظيعا ومكلف للغاية».
منذ ذلك الوقت، قام بتوقيع المستندات باستخدام أقلام نيول براند من طراز شاربي.
توقع حاكمة ولاية رود آيلاند جينا ريموندو قوانين الولاية باستخدام أقلام كروس.

## المنتجات
تشتهر شركة كروس بأدوات الكتابة الخاصة بها، بدءا من اقلام الرصاص الميكانيكية. تم إنتاج أول أقلام تخطيطة في عام 1879. يشتمل خط الإنتاج الحالي على ماكينات لانتاج أقلام حبر، أقلام حبر جاف، أقلام جل وأقلام رصاص ميكانيكية. تم إنتاج أقلام حبر كروية لأول مرة في عام 1930.
تُصنع معظم أدوات الكتابة المتقاطعة الآن في الصين، على الرغم من أن بعض أعمال الأقلام المخصصة للرؤساء والسياسيين تتم في نيو إنجلاند. تصنع الشركة أيضًا مجموعة من ساعات اليد، أزرار الكم، إكسسوارات المكتب، السلع الجلدية مثل حقائب الأقلام والمحافظ وغيرها من العناصر التي غالبًا ما تستهدف سوق الهدايا.
في أواخر عام 1997، تعاونت شركة كروس مع أي بي إم لتقديم لوحة كتابة رقمية، تسمى كروس باد، تم إيقاف انتاجها في عام 2004.

## وصلات خارجية
- الموقع الرسمي لشركة إي تي كروس.
- تاريخ شركة إي تي كروس للأقلام.

يوتيوب
- متجر اي تي كروس.
- مجموعة أقلام كروس سينشري.